# Erythrina perrieri
Erythrina perrieri es una especie de planta de la familia Fabaceae. Es originaria de Madagascar donde se encuentra en los bosques secos hasta una altitud de 500 metros.

## Taxonomía
Erythrina perrieri fue descrita por René Viguier y publicado en Notulae Systematicae. Herbier du Museum de Paris 14(3): 175. 1951.
Etimología
Erythrina: nombre genérico que deriva del griego ερυθρος (erythros) que significa "rojo", refiriéndose al color de las flores de algunas de las especies.
perrieri: epíteto otorgado en honor del botánico francés Eugène Henri Perrier de la Bâthie.